# Lannea
Genre
Classification APG III (2009)
Lannea est un genre d'arbres ou d'arbustes de la famille des Anacardiacées.
Ils sont appelés "Tree grapes" en anglais.

## Liste d'espèces
Selon NCBI (19 mars 2022) :
- Lannea antiscorbutica
- Lannea coromandelica
- Lannea discolor
- Lannea edulis
- Lannea nigritana
- Lannea rivae
- Lannea schimperi
- Lannea schweinfurthii
- Lannea velutina
- Lannea welwitschii

## Autres
- Lannea acida
- Lannea barteri
- Lannea microcarpa